# Pfarrkirche Kleinriedenthal

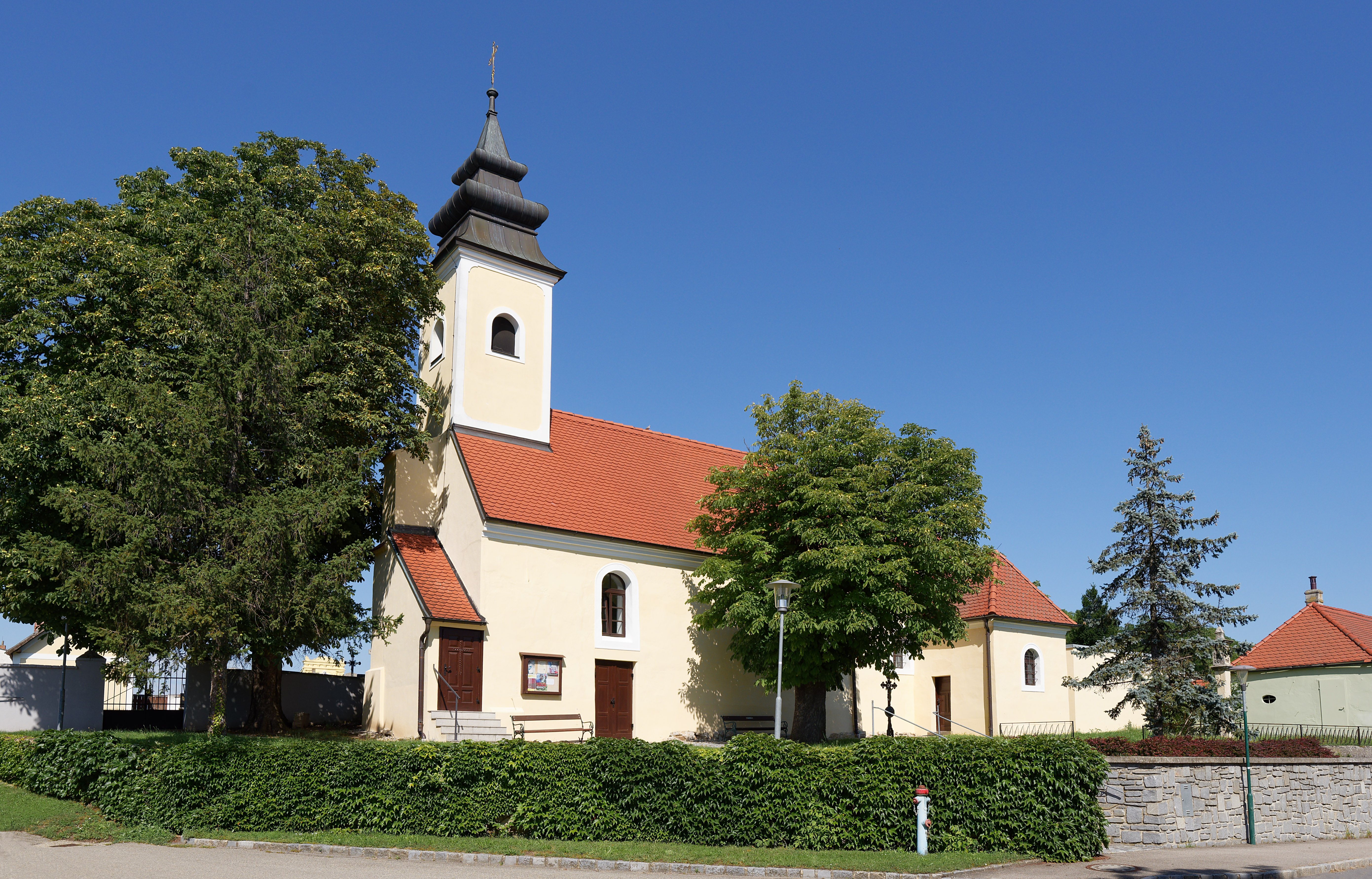
Katholische Pfarrkirche hl. Aegyd in Kleinriedenthal

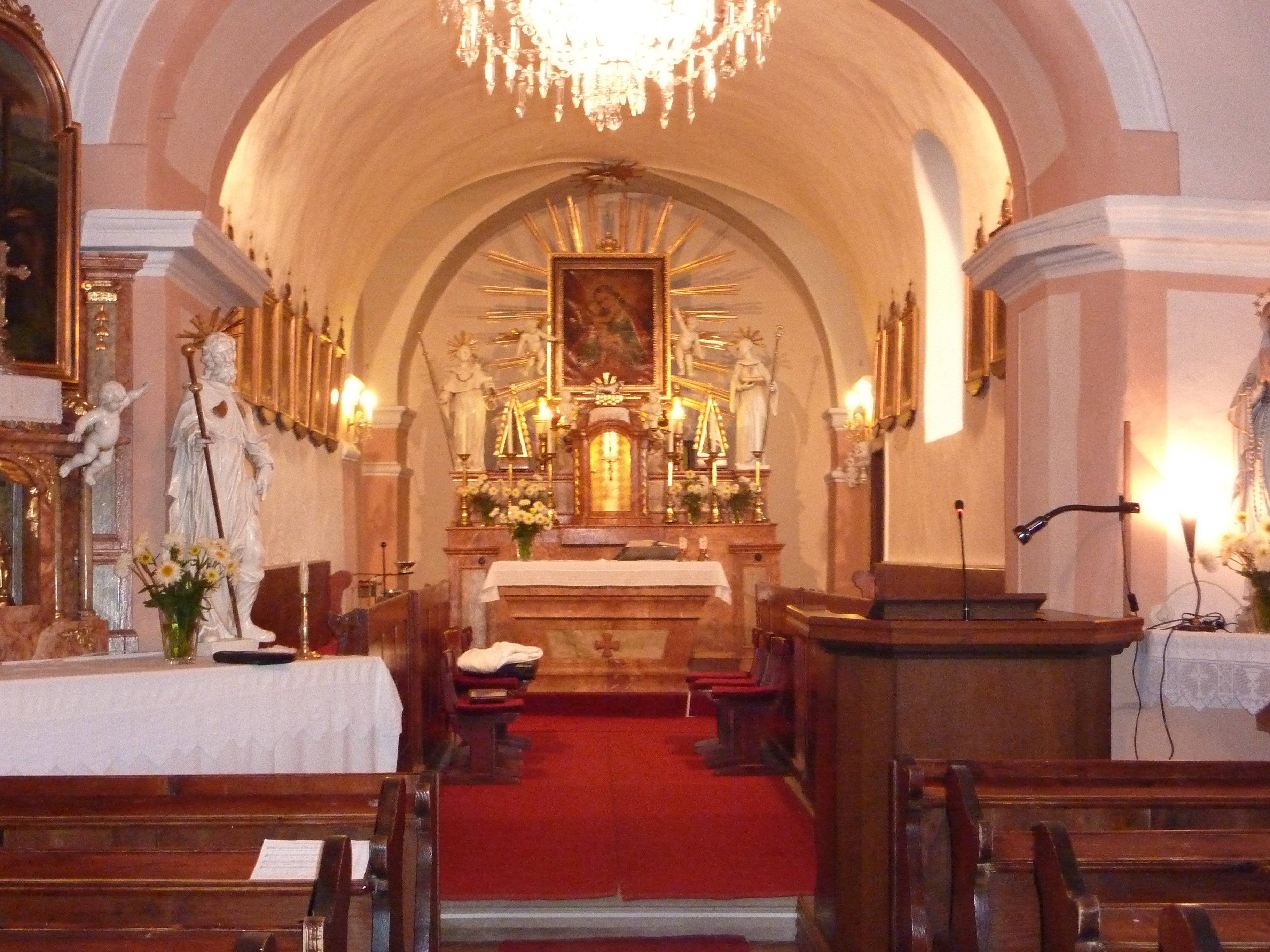
Langhaus, Blick zum Chor

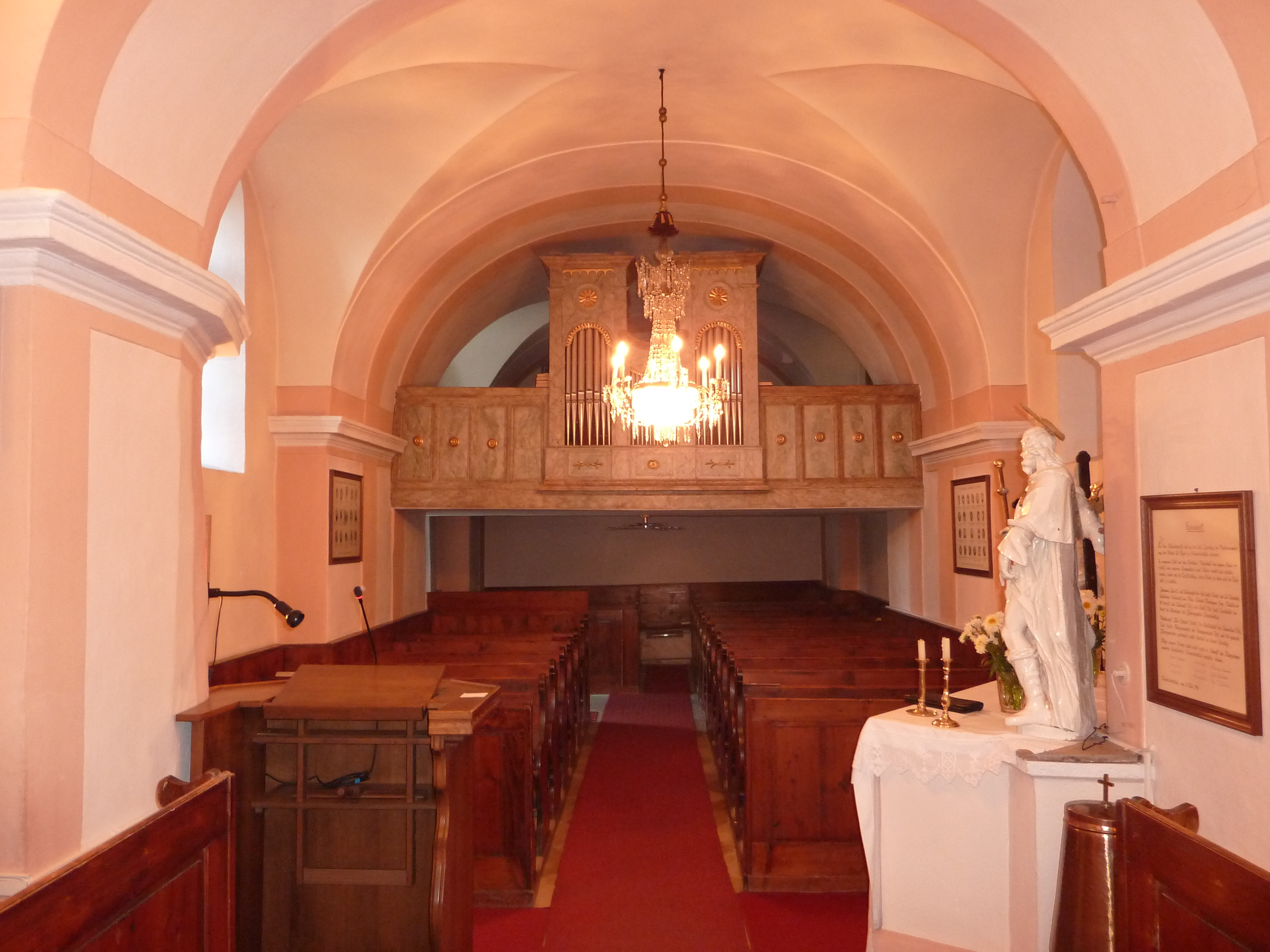
Langhaus, Blick zur Empore

Die römisch-katholische Pfarrkirche Kleinriedenthal steht erhöht am westlichen Ortsausgang von Kleinriedenthal in der Stadtgemeinde Retz im Bezirk Hollabrunn in Niederösterreich. Die dem Patrozinium des Heiligen Ägydius unterstellte Pfarrkirche gehört zum Dekanat Retz-Pulkautal in der Erzdiözese Wien. Die Kirche steht unter Denkmalschutz (Listeneintrag).

## Geschichte
Vor 1390 eine Filiale der Stadtpfarrkirche Retz gehört die Filiale ab 1783 zur Pfarrkirche Kleinhöflein und wurde 1940 eine Pfarrexpositur von Retz.

## Architektur
Der schlichte mittelalterliche Kirchenbau mit starken barocken Veränderungen grenzt nördlich an den Ortsfriedhof.
Das Kirchenäußere zeigt ein schlichtes Langhaus und einen eingezogenen Chor mit einem geraden Schluss. Südlich am Chor steht der Sakristeianbau. Die Rundbogenfenster sind mit Faschen gerahmt. Das Satteldach trägt einen westlichen Dachreiter aus dem 20. Jahrhundert. 
Das Kircheninnere zeigt ein einschiffiges Langhaus mit einem barocken Stichkappengewölbe auf Doppelgurtbögen auf flachen Wandpfeilern um die Mitte des 18. Jahrhunderts. Der eingezogene Triumphbogen ist korbbogig. Der eingezogene langgestreckte Chor hat ein Tonnengewölbe, der Chor wurde um die Mitte des 18. Jahrhunderts östlich um ein kreuzgratgewölbtes Joch mit einem geraden Schluss erweitert. Die barocke Sakristei ist kreuzgratgewölbt.

## Einrichtung
Der Altar aus dem späten 18. Jahrhundert hat einen Altarkasten und einen Tabernakel, er trägt seitlich zwei hölzerne Podestfiguren mit männlichen Ordensheiligen aus dem 19. Jahrhundert und zeigt das Altarblatt Maria mit Kind aus jüngster Zeit.
Ein Seitenaltar aus dem späten 18. Jahrhundert hat eine Ädikula und einen Tabernakel. Es gibt zwei barocke Holzfiguren der Heiligen Jakobus und Sebastian aus dem Ende des 18. Jahrhunderts.
Die Brüstungsorgel mit 7 Registern entstand um 1840.